# 伊東研祐
伊東 研祐（いとう けんすけ、1953年8月7日 - ）は、日本の法学者。専門は刑法。埼玉県蕨市出身。金沢大学法学部助教授、名古屋大学大学院法学研究科教授、慶應義塾大学法科大学院教授を歴任。

## 来歴
1976年東京大学法学部卒業。藤木英雄に師事。
東京大学法学部助手、金沢大学法学部助教授、名古屋大学大学院法学研究科教授を経て、慶應義塾大学法科大学院教授。1995年 - 2004年、司法試験考査委員（刑法）。日本刑法学会理事。2009- 2011慶應義塾大学法務研究科（法科大学院）委員長。2012- 内閣府再就職等監視委員会委員。

## 著書・訳書
- 『法益概念史研究』（成文堂　1984年）
- 『アメリカ環境法の理論的諸相』（成文堂　1989年）
- 『徹底討論　刑法理論の展望』（共著、成文堂　2000年）
- 『現代社会と刑法各論［第2版］』（成文堂　2002年）
- 『環境刑法研究序説』（成文堂　2003年）
- 『はじめての刑法』（編著、日本評論社　2004年）
- 『刑法総論』（新世社　2008年）

その他、多数。